# Lucidio Sentimenti
Lucidio Sentimenti, znany również jako Sentimenti IV (ur. 1 lipca 1920, zm. 28 listopada 2014) – włoski piłkarz. Urodził się w Bomporto w prowincji Modena. Grał dla takich klubów jak Juventus F.C. i S.S. Lazio, grał także w reprezentacji Włoch w piłce nożnej w latach 1945-53.